# الإسلام في جنوب شرق آسيا
الإسلام هو الديانة الأكثر مُمارسة في جنوب شرق آسيا، ويبلغ عدد معتنقي الديانة الإسلامية هناك نحو 242 مليون، أي نحو 42% من تعداد السكان الكلي، بأكثرية في بروناي وإندونيسيا وماليزيا بالإضافة إلى باتاني في تايلند وأجزاء من مينداناو في الفلبين على الترتيب. توجت أقليات كثيرة في دول جنوب شرق آسيا الأخرى. معظم المسلمين في جنوب شرق آسيا هم من الطائفة السنية ويتبعون المذهب الشافعي في الفقه. هي الديانة الرسمية في ماليزيا وبروناي بينما هي واحدة من ست ديانات رسمية في إندونيسيا.
الإسلام في جنوب شرق آسيا متباين، ويتجلى بطرق عديدة مختلفة. عُدّل الإسلام في بعض الأماكن في جنوب شرق آسيا، ليتكيف مع تقاليد محلية موجودة أساسًا. تُعد الباطنية الروحانية سمة مميزة للإسلام في جنوب شرق آسيا، مع اتّباع عدد كبير من الأشخاص للصوفية. الأشكال الروحانية للإسلام متلائمة بصورة جيدة مع التقاليد الموجودة أساسًا. يُرى التأقلم الإسلامي مع التقاليد المحلية أمرًا إيجابيًا من قِبل المسلمين في جنوب شرق آسيا. الإسلام جزء من الحياة اليومية في جنوب شرق آسيا وليس مفصولًا عن «المجالات غير الدينية». تملك جنوب شرق آسيا العدد الأكبر من المسلمين في العالم، متفوقة ببساطة على الشرق الأوسط وشمال أفريقيا. الإسلام في جنوب شرق آسيا مُهمل في الدراسات الغربية للإسلام التي تتمحور حول الشرق الأوسط. جنوب شرق آسيا هي منطقة من العالم تتألف من أمم تتشارك مع بعضها البعض بما هو أكثر من التقارب الجغرافي. ما يعنيه أنك جنوب شرق آسيوي هو أمر مبهم، ويمكن أن يعني أشياء مختلفة جدًا عند الأشخاص الذين يُحكم عليهم بشكل اعتباطي في مناطق العالم التي تشمل بروناي وكمبوديا وتيمور الشرقية وإندونيسيا وماليزيا وميانمار والفلبين وسنغافورة وتايلاند وفيتنام. يدل اجتماع الطبيعة المتباينة لجنوب شرق آسيا مع الممارسات والمدلولات الإسلامية المتنوعة، أن الإسلام في جنوب شرق آسيا يملك تباينات عديدة من ناحية الممارسة والاعتقاد. تكيّف الإسلام في جنوب شرق آسيا مع الأعراف المحلية المختلفة في تلك المنطقة. الأبانغان هي المجموعة المهيمنة من المسلمين في إندونيسيا. شعائر الأبانغان متأثرة بشكل كبير بالروحانية الباطنية وتجسد شكلًا متفردًا من الممارسة الإسلامية التي تتضمن طقوس متوارثة من أسلافهم قبل الإسلام.
| معتنقي الإسلام الأوائل            | السنة     |
| مظفر شاه الأول سلطان قدح          | 1160-1179 |
| الملك الصالح ملك باساي            | 1267-12?? |
| ميجات إسكندر شاه سلطان ملقا       | 1414-1424 |
| كيرتاويجايا، إمبراطورية ماجاباهيت | 1447-1451 |

## النشأة
وفقًا لمجلس فيكتوريا الإسلامي، يقول المؤرخون بأن التجار العرب هيمنوا على التجارة في جنوب شرق آسيا في أوائل القرن التاسع. أوجدوا هناك مستعمرة للمسلمين الأجانب في الساحل الغربي لسومطرة بحلول عام 674 ميلادي؛ بدأت مستوطنات إسلامية بالظهور بعد 878 ميلادي حين تجذر الإسلام بشكل متزايد بين الشعوب. لكن، بقي القليل من هذه المجتمعات الأولى، ولم تنتشر الديانة عند شريحة كبيرة من السكان حتى القرن الثاني عشر.
يُعتقد بأن التجار المسلمين على طول طريق التجارة الرئيسي بين آسيا الغربية والشرق الأقصى كانوا مسؤولين عن دخول الإسلام إلى جنوب شرق آسيا. انتشرت هذه الديانة بعد ذلك بشكل أوسع من خلال التعاليم الصوفية وترسخت في النهاية بسبب ازدياد الأقاليم والمجتمعات التي يحكمها الحكام الذين دخلوا في دين الإسلام. ظهرت أولى مجتمعات الإسلام في آتشه في شمال سومطرة. كانت ملقا من المعاقل الأولى للإسلام أيضًا، وعُدّت نقطة بداية، رُوّج منها للإسلام على امتداد طرق التجارة في المنطقة. لا يوجد دليل واضح عن مجيء الإسلام لأول مرة إلى المنطقة، لكن أول العلامات الموجودة كانت عبارة عن شاهدة قبر إسلامية يعود تاريخها إلى 1082.
عندما زار ماركو بولو المنطقة عام 1292 لاحظ أن الشكل العمراني لميناء بيرلاك كان إسلاميًا، سجلت المراجع الصينية مجيء بعثة إسلامية إلى الإمبراطور من سلطنة ساموديرا (باساي) عام 1282، تُفيد روايات أخرى بأمثلة من مجتمعات إسلامية موجودة في مملكة ملايو تعود لنفس الحقبة الزمنية بينما يروي آخرون وجود تجار صينيين مسلمين من مقاطعات مثل فوجيان. انتشر الإسلام بشكل عام على امتداد طرق التجارة شرقًا عبر المنطقة البوذية بالدرجة الأولى، ونرى بعد نصف قرن في ملقا تشكل أول سلطنة، حيث برزت أول سلالة لتحكم ما يدعى بسلطنة ملقا في الطرف البعيد من الأرخبيل، إذ تشكلت من خلال اعتناق بارامسوارا إسكندر شاه الإسلام وتغيير اسمه ليصبح محمد إسكندر شاه بعد زواجه من ابنة حاكم باساي. في عام 1380، ومن ذلك الوقت، حملت تعاليم الصوفية الإسلام إلى مينداناو.
كان هناك قوة دافعة أخرى للتغيير في الطبقة الحاكمة في المنطقة وهي المفهوم المنتشر بين المجتمعات الإسلامية المتزايدة في المنطقة، بمحاولة تشكيل السلالات الحاكمة لروابط ملكية كهذه عن طريق الزواج. في الوقت الذي وصلت فيه القوى الاستعمارية وبعثاتها في القرن السابع عشر، كانت المنطقة حتى غينيا الجديدة مسلمة بأغلبية ساحقة مع أقليات من المذهب الإحيائي.
كان مصدر أول المراجع الإسلامية المكتوبة في جنوب شرق آسيا في 916 ميلادي، تاجرًا يصف تجربته في عام  851 في جزيرة سومطرة. مع مرور الوقت، ظهرت سلسلة من القرى الساحلية الإسلامية ذات التعداد السكاني القليل. غامر المعلّمون المسلمون من هذه القرى الساحلية بالدخول إلى سومطرة. بمرور الوقت جذبت هذه الموانئ (القرى الساحلية) المسلمين من الهند والصين وشبه جزيرة العرب. تجاوزت هذه المجتمعات غاية التجارة فقط، وكانت مندمجة في الشبكة العالمية الإسلامية. كان الإسلام رائجًا في جنوب شرق آسيا لأنه، على عكس الأنظمة الدينية السابقة، يمكن استخدامه ليشرع سلطة الحاكم من خلال التشريع السماوي. انتشر الإسلام عبر الأرخبيل الإندونيسي ببطء وبالقوة.
في القرن الثاني عشر، عَبَرَ أسطول سلالة تشولا الحاكمة الهندية، المحيط وهاجم سريفيجايا، مملكة الملك سانغراما فيجاياتونغا فارمان في كادارام (القدح). نُهبت عاصمة المملكة البحرية القوية وأُسر الملك. بالإضافة إلى القدح، هوجمت باناي -في يومنا هذا سومطرة- ومالايور وشبه جزيرة ملايو. بعدها بفترة وجيزة، أصبح ملك القدح، فرا أونغ ماهاوانغسا، أول حاكم يترك العقيدة الهندوسية التقليدية ويعتنق الإسلام، وتأسست سلطنة قدح في عام 1136. دخلت مملكة ساموديرا باساي إلى الإسلام في عام 1267. تزوج ملك ملقا، باراميساورا أميرة باساي، وأصبح ابنهم أول سلطان لملقا. بعدها بفترة بسيطة، أصبحت ملقا مركز البحث الإسلامي والتجارة البحرية؛ حذا حذوه الحكام الأخرون.
بنهاية القرن الخامس عشر، حُكمت مناطق عديدة من شمال سومطرة، من بينها ما يُسمى اليوم جاوة، من قِبل حكام مسلمين. وصل الإسلام بدايةً إلى ساحل سومطرة، وانتشر أسفل الساحل وحوله إلى مضيق ملقا، وعَبرَ المضيق إلى شبه جزيرة ملايو.
في عام 1511، استولى البرتغاليون على ملقا، لكن بدأت تنمو دول إسلامية أخرى من ناحية الحجم والهيمنة السياسية والاقتصادية. على سبيل المثال، هيمنت آتشه على المنطقة، سياسيًا واقتصاديًا، في أوائل القرن السابع عشر. من خلال العلاقات التجارية والعائلية في هذه الدول الإسلامية، أُخضعت الدول غير الإسلامية، ببطء، للديانة الإسلامية. بانتشاره، واجه الإسلام الديانات الروحية الموجودة قبلًا -من ضمنها البوذية والهندوسية- التي استمرت ممارستها إلى جانب الإسلام أو تماهت داخل الإسلام. في الواقع، كان مُعتقد الصوفية، الذي أُدخل من قِبل بعض التجار المؤمنين، وهي شكل روحي من الإسلام، مرفوضًا من قِبل المسلمين المحافظين أكثر. مورس القانون الإسلامي بشكل رسمي في أغلب المناطق التي اعتنقت الإسلام، مؤثرًا على الممارسات الثقافية.